# メフディ・ゼファン
メフディ・ゼファン（Mehdi Zeffane 、1992年5月19日 - ）は、フランス・サント＝フォワ＝レ＝リヨン出身のプロサッカー選手。アルジェリア代表。ポジションは、ディフェンダー。

## クラブ経歴
オリンピック・リヨンの下部組織で育成され、2010年8月21日のRCO Agde戦でBチームデビュー。2011年8月13日のFC Villefranche戦で初ゴールを挙げた。リザーブチームではレギュラーに定着したが、トップチームで定位置を確保することは出来なかった。
2015年8月、リーグ・アンのスタッド・レンヌと4年契約を結んだ。8月22日の古巣オリンピック・リヨン戦で初ゴール。
2020年1月30日、クリリヤ・ソヴェトフ・サマーラに移籍。
2022年1月14日、トルコのイェニ・マラティヤスポルへ移籍。だがクラブから給料が支払われなかったため、4月に契約を解除した。
2022年6月15日、クレルモン・フットへ加入した。

## 代表歴
2014年8月、アルジェリア代表初招集。

## タイトル
スタッド・レンヌ
- クープ・ドゥ・フランス : 2018-19